# Gina Pane
Gina Pane (Biarritz, 24 de maig de 1939 - París, 5 de març de 1990) fou una artista plàstica francesa.

## Biografia
Va estudiar a l'École des Beaux-Arts de Paris des de 1960 fins 1965. Les primeres experiències d'art corporal, o body art, es van donar gairebé simultàniament a Amèrica i a Europa a la fi dels anys seixanta. L'art corporal pot considerar-se deutor de peces artístiques procedents del camp de la pintura i de l'escultura (Yves Klein, Piero Manzoni) de l'Happening (John Cage, Wolf Vostell) de les accions Fluxus, de la literatura (Antonin Artaud, Georges Bataille) i del teatre (The Living Theatre amb Julian Beck i Judith Malina).
Gina Pane comença practicant la pintura i l'escultura d'estil minimalista. A la fi dels 60 realitza les seves primeres accions de contingut ecologista en la naturalesa. Durant gairebé deu anys utilitzarà l'acció com a recurs artístic. Utilitza el seu propi cos com a canal de comunicació artístic.
Pane exposa el seu cos a dures proves. Les seves accions estan carregades d'un alt contingut agressiu i simbòlic. Ens presenta una doble visió del cos, d'una banda objecte sexual i simbòlic de fecunditat i d'altra banda vehicle de regeneració.
Des de l'any 1971 al 1979 Gina Pane va realitzar un conjunt d'accions en les quals la mutilació del cos, mitjançant la ferida sagnant, està contínuament present. Històricament la sang està lligada a les imatges de la vida i de la mort, purifica i embruta alhora.

## Obres
Destacades
- Enfoncement d'un rayon de soleil, 1969 terre protégée, 1970.
- Escalade senar anesthesiée, 1971. Gina Pane ascendeix amb els peus nus per una escala metàl·lica en la qual els graons estan plens d'acerades dents. En recolzar els palmells de les mans i les plantes dels peus aquestes sagnen. Com més gran força fa per ascendir més es claven les puntes d'acer a la pell i més gran és el dolor. Va denominar l'acció Escalade senar anesthesiée per protestar contra un món en el qual tot està anestesiat. La guerra del Vietnam continuava i la meva obra va tenir una clara dimensió política.
- Acció sentimental, 1973. Gina es talla el palmell de la mà esquerra amb una fulla d'afaitar i deixa que la seva sang, en rajar, rellisqui entre els dits. En totes les accions es troba elements contradictoris que poden significar vida o mort. En ajuntar-los Gina Pane intenta enfrontar-se al temor de la mort i trobar un sentit a l'existència. A través de les incisions denota desinterès pels conceptes de bellesa i perfecció corporal vigents.
- Psyché,1974. Es fa una ferida en creu sobre el ventre. El melic es converteix en el punt central. Ens recorden el caràcter procreador del ventre femení (el melic és el punt d'unió de mare i fill i la font d'aliment del fill). Aquesta acció està relacionada amb les incisions que en diverses tribus africanes es realitzen les dones en el melic i en el pubis amb la finalitat de tenir fills. Les ferides en forma de creu cristiana posen de manifest l'interès que tenia l'artista per la religió.

Resum per any
- 1968
  - Presque cercle, Ury (França)
  - Pierres déplacées, Vallée de l'Orco, Torí
  - Lecture dans un jardin potager, Écos
  - J’ai tracé au crayon sur les deux pierres l'empreinte de l'eau laissée par le torrent de l'Orco, Rivarolo Canavese (Itàlia)
- 1969
  - Situation idéale: artiste - terre - ciel, Écos (França)
  - Autocritique, Torí
  - Work in progress, American Center for students and artists, París
  - Alignement infini, Deauville
  - Appropriation d'un événement dans le but de le provoquer dans un autre lieu, Parco Piccolo Valentino, Torí
  - Enfoncement d'un rayon de soleil, Écos
  - Table de lecture – terre ciel, Torí
  - Premier projet du silence, atelier, Torí
  - Premier projet du silencev, Galerie Franzp, Torí
- 1970
  - Blessure théorique, Atelier de l'artiste, Paris
  - Terre protégée II, Pinerolo Canavese, Torí
  - Continuation d'un chemin de bois, Ury
  - Mon corps ou Pierres de corps, Ury
  - Semences de graines de chanvre, Ury
  - Narcisse, Jarcy
  - Hommage à Yves Klein, Atelier de l'artiste, París
  - Manipulation d'humus, Ury
  - Deuxième projet du silence, Ury
- 1971
  - Escalade non-anesthésiée, Atelier de l'artiste, París
  - Hommage à un jeune drogué, Galerie du Fleuve, Bordeus
  - Quatrième projet du silence, Musée Galliéra, París
  - Nourriture / Actualités T. V. / Feu, chez M. et Mme Frégnac, París
- 1972
  - Le lait chaud, chez Jean et Mila Boutan, Paris
  - Lecture d'un certificat médical de Me R. S. , Atelier de l'artiste París
  - Action posthume, Paris
  - Vie - mort - rêve, IVe Festival international, Belgrad
  - Je, Place aux Œufs, Bruges
- 1973
  - Autoportrait(s), Galerie Stadler, París
  - Transfert, Space 640, Sant Joanet (Alps Marítims)
  - Azione sentimentale, Galerie Diagramma, Milà
- 1974
  - Psyché' (essai), Galerie Stadler, Paris
  - Death control, Galerie Diagramma, Foire de Bâle
  - Azione melanconica 2 × 2 × 2, Studio Morra, Nàpols
  - Enneigés blessés, Torí, Itàlia
- 1975
  - Le corps pressenti, Galerie Krinzinger, Innsbruck, Àustria
  - Discours mou et mat, Galerie d'Appel, Amsterdam
  - Death control, Galerie Stadler, París
- 1976
  - La mise en action imagée d'une séquence: «le Secret», Galerie Stadler, París
  - Il caso n° 2 sul ring, Galerie Diagramma, Legnano, Itàlia
  - Io mescolo tutto, Cocaïna Fra Angelico, Galleria d'arte moderna, Bolonya
- 1977
  - Azione teorica, Galerie Libero per, Nàpols
  - Action Laure, Galerie Isy Brachot, Brussel·les
  - A Hot Afternoon 1, Documenta VI, Kassel
- 1978
  - Little journey 1, Museum Moderner Kunst, Viena
  - A Hot Afternoon II, Quadrum Galeria, Lisboa
  - Mezzogiorno a Alimena 1, Galleria d'arte moderna, Bolonya
  - Little journey II, Los Angeles Institute of Contemporary Art, Los Angeles
  - Mezzogiorno a Alimena II, Art Institute, San Francisco
- 1979
  - Mezzogiorno a Alimena 3, Centre Georges Pompidou, Musée national d'art moderne, galeries contemporaines, París
  - Little journey III, Goethe Institut, París